# Mittelpunkt

Beispiele mit Mittelpunkten: Strecke, Kreis, Ellipse, Quader, Kugel, Ellipsoid

Der Begriff Mittelpunkt steht in der Geometrie in engem Zusammenhang zur Punktsymmetrie:
- Ist eine Punktmenge {\displaystyle {\mathcal {P}}} in der Ebene oder im Raum zu genau einem Punkt {\displaystyle M} punktsymmetrisch, so nennt man {\displaystyle M} den Mittelpunkt von {\displaystyle {\mathcal {P}}}.

Beispiele mit Mittelpunkt:
1. Strecke
2. Kreis, Ellipse, Hyperbel
3. Quadrat, Rechteck, reguläres Polygon mit einer geraden Anzahl von Ecken
4. Quader, Kugel, Ellipsoid, Kegel
5. Torus

Quadriken, die einen Mittelpunkt besitzen, nennt man Mittelpunktsquadriken.
Beispiele ohne Mittelpunkt: Dreieck, reguläres Polygon mit einer ungeraden Zahl von Ecken, Parabel, Zylinder.
Beispiele mit mehreren Symmetriepunkten:  ein paralleles Geradenpaar, ein Zylinder.

Punktmengen, die punktsymmetrisch zu wenigstens zwei Punkten sind, sind dann auch gegenüber wenigstens einer Verschiebung invariant, da die Hintereinanderausführung zweier Punktspiegelungen eine Parallelverschiebung (Translation) ist.
Der Begriff Mittelpunkt ist typisch für die affine Geometrie. Projektiv entspricht der Mittelpunkt einer Strecke zwei Punktepaaren in harmonischer Lage. Ein Kreis oder Ellipse hat projektiv keinen Mittelpunkt, denn ein nichtausgearteter Kegelschnitt ist projektiv zu jedem Punkt {\displaystyle Z} nicht auf dem Kegelschnitt symmetrisch, d. h. es gibt eine zentrale Involution mit Zentrum {\displaystyle Z}, die den Kegelschnitt invariant lässt.
In der Physik nennt man den Schwerpunkt von Massen Massenmittelpunkt.

## Beispiele in Koordinaten
Mittelpunkt einer Strecke
Sind zwei Punkte {\displaystyle A=(x_{A},y_{A})} und {\displaystyle B=(x_{B},y_{B})} der Ebene in kartesischen Koordinaten gegeben, so hat der Mittelpunkt {\displaystyle M} der Strecke {\displaystyle [AB]} die Koordinaten
{\displaystyle x_{M}={\frac {x_{A}+x_{B}}{2}}\;}und {\displaystyle \;y_{M}={\frac {y_{A}+y_{B}}{2}}}.
Die Mittelpunktskoordinaten sind also jeweils das arithmetische Mittel der Koordinaten der Randpunkte.
Für eine Strecke im Raum mit den Endpunkten {\displaystyle A=(x_{A},y_{A},z_{A})} und {\displaystyle B=(x_{B},y_{B},z_{B})} sind die Koordinaten des Mittelpunkts entsprechend gegeben als
{\displaystyle x_{M}={\frac {x_{A}+x_{B}}{2}},\;y_{M}={\frac {y_{A}+y_{B}}{2}},\;z_{M}={\frac {z_{A}+z_{B}}{2}}\;}.
Mittelpunkt von Kreis, Ellipse
Der Mittelpunkt des Kreises mit der Gleichung {\displaystyle \;(x-x_{0})^{2}+(y-y_{0})^{2}=r^{2}\;} ist {\displaystyle M=(x_{0},y_{0})}.

Der Mittelpunkt der Ellipse mit der Gleichung {\displaystyle \;{\tfrac {(x-x_{0})^{2}}{a^{2}}}+{\tfrac {(y-y_{0})^{2}}{b^{2}}}=1\;} ist {\displaystyle M=(x_{0},y_{0})}.

Bei Kugel und Ellipsoid ist jeweils eine Koordinate mehr.
Torus
Der Torus mit der Gleichung
{\displaystyle \left(x^{2}+y^{2}+z^{2}+R^{2}-r^{2}\right)^{2}=4R^{2}\left(x^{2}+y^{2}\right)}
hat {\displaystyle M=(0,0,0)} als Mittelpunkt. Die Symmetrie am Nullpunkt ist an dem ausschließlichen Auftreten von Quadraten der Koordinaten leicht zu erkennen.

## Mittelpunkte besonderer Kreise
In der Geometrie wird das Wort Mittelpunkt auch zur Kennzeichnung von Mittelpunkten besonderer Kreise geometrischer Objekte verwendet:
1. Umkreismittelpunkt, Inkreismittelpunkt eines Dreiecks.
2. Krümmungsmittelpunkt ist der Mittelpunkt des Krümmungskreises in einem Kurvenpunkt.
3. Schmiegkreismittelpunkt in einem Kurvenpunkt.